# 릴라 알콘

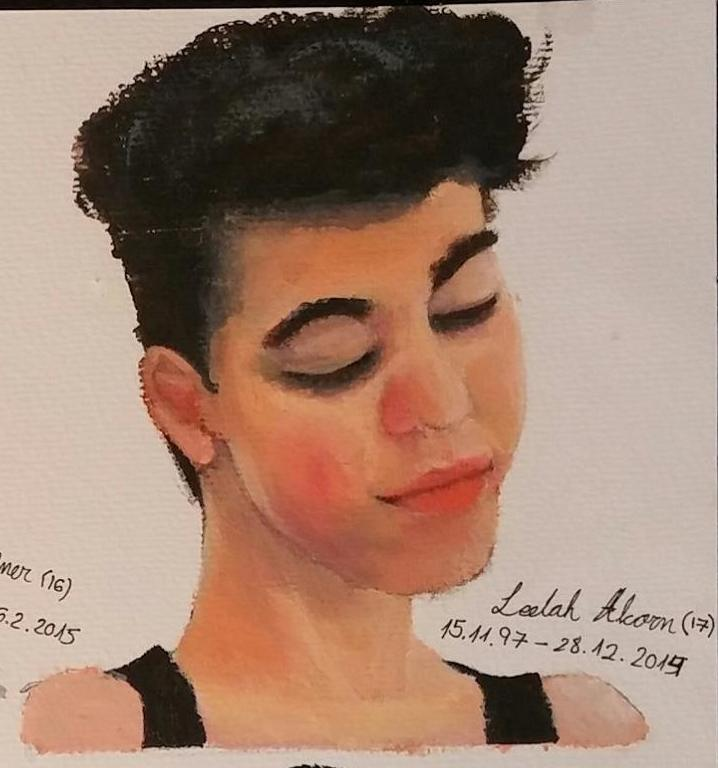

릴라 알콘(Leelah Alcorn, 1997년 11월 15일 ~ 2014년 12월 28일)은 미국의 트랜스젠더로, 텀블러 블로그에 유서를 쓰고 자살하여 국제적 관심을 얻었다.
본래 조슈아 라이언 알콘(Joshua Ryan Alcorn)이라는 이름으로 오하이오주의 보수적 기독교인 가정에서 태어나 자랐다. 14세 때 부모에게 커밍아웃했으나 부모는 받아들이기를 거부했다. 16세가 되었을 때 성전환을 하겠다고 했지만 부모는 오히려 그를 기독교 개조치료사에게 보냈다. 학교에서 자신이 남성에게 성적 지향을 느낀다는 것을 커밍아웃하자 부모는 학교에서 퇴학시키고 소셜미디어 접근을 막았다. 이에 알콘은 유서를 남기고 71번 고속도로에 뛰어들어 자살했다.
유서는 짧은 삶이 얼마나 길고 고통스러웠는가로 가득했다. '난 이미 충분히 슬펐고, 더 이상 내 삶을 망칠 수 없습니다. …트랜스젠더가 나와 같은 취급을 받지 않고 감정과 존엄을 가진 인간으로서 존중 받는 날이 와야 비로소 편히 눈을 감을 수 있을 겁니다.' 그의 호소는 성 소수자의 성적 지향을 바꾸려는 개조 치료 중단 운동에 불을 붙였다. 오바마 대통령도 2015년 4월 전면 중단을 촉구했다.

## 같이 보기
- 트랜스젠더 인물 목록